# جامعة سيفاكو ماكغاثو للعلوم الصحية
جامعة سيفاكو ماكغاثو للعلوم الصحية (بالإنجليزية: Sefako Makgatho Health Sciences University)‏ (اختصارًا: SMU) هي جامعة في شمال بريتوريا، مقاطعة خاوتينغ، جنوب أفريقيا. أُسست في الأول من يناير 2015. في السابق كانت تُعرف باسم جامعة جنوب إفريقيا الطبية (MEDUNSA) وفيما بعد كمقر جامعي لجامعة ليمبوبو. وقد سمي على اسم زعيم حزب المؤتمر الوطني الأفريقي بجنوب أفريقيا، سيفاكو ماكغاثو. منذ تغيير الاسم، أشار الطلاب بشكل عام إلى الجامعة باستخدام اختصار اسمها الحالي SMU بطريقة مشابهة للطريقة التي استخدموا بها اختصار MEDUNSA للإشارة إلى الجامعة قبل تغيير الاسم.

## التاريخ
يقع مقر الجامعة في Ga-Rankuwa. كان تغيير الاسم من جامعة جنوب إفريقيا الطبية (MEDUNSA)، إلى جامعة سيفاكو ماكغاثو للعلوم الصحية (SMU) أحد أسباب أعمال الشغب في أغسطس 2014. من 2005 إلى 2015، كانت الجامعة حرمًا جامعيًا لجامعة ليمبوبو، ولكنها انفصلت عنها. وحضر حفل الافتتاح في 14 أبريل 2015 الرئيس جاكوب زوما ووزير التعليم العالي بليد نزيماندي، حيث ألقى الرئيس الخطاب الرئيسي.

## برامج الدرجات العلمية
يتم تقديم برامج الدرجات التالية:

### مدرسة الطب
بكالوريوس الطب والجراحة (MBChB) (مدفوع. ECP)
ماجستير في الطب - MMed (في تخصصات مختلفة)
ماجستير العلوم في علم النفس العيادي (ماجستير علم النفس العيادي)
دكتوراه في الطب (دكتوراه في الجراحة العامة)
دكتوراه (في تخصصات مختلفة)
بكالوريوس التصوير الشعاعي التشخيصي (BRad Diag)

### مدرسة صحة الفم
بكالوريوس في علوم طب الأسنان (BDS)
ماجستير في طب الأسنان (MDent) (تخصصات مختلفة)
دكتوراه في طب الأسنان
بكالوريوس في علاج الأسنان (BDT)
بكالوريوس صحة الفم (BOH)

### كلية الصيدلة
بكالوريوس صيدلة
ماجستير الصيدلة
دكتوراه في الصيدلة
دبلوم دراسات عليا (إدارة صيدلة المستشفيات)

### قسم علوم التمريض
بكالوريوس علوم التمريض (في تخصصات مختلفة)
ماجستير في علوم التمريض (في تخصصات مختلفة)
دكتوراه في علوم التمريض
دبلوم تمريض الصحة المهنية
دبلوم متقدم في تمريض الصحة المهنية

### قسم التغذية البشرية وعلم التغذية
بكالوريوس العلوم في علم التغذية
ماجستير العلوم في علم التغذية
دكتوراه في النظام الغذائي

### قسم العلاج الوظيفي
بكالوريوس العلاج الوظيفي
ماجستير العلاج الوظيفي
دكتوراه

### قسم العلاج الطبيعي
بكالوريوس العلوم في العلاج الطبيعي
ماجستير في العلاج الطبيعي (في تخصصات مختلفة)
دكتوراه. .

### مدرسة العلوم والتكنولوجيا
بكالوريوس العلوم:
تخصص في:
الكيمياء | علوم الحاسوب | علم وظائف الأعضاء | علم النفس | علم الأحياء | الكيمياء الحيوية | الفيزياء | الرياضيات والرياضيات التطبيقية الإحصاء
برنامج المناهج الدراسية الموسع (ECP) 4 سنوات
ماجستير في العلوم
دكتوراه. .

## روابط خارجية
- الموقع الرسمي